# (962) Aslög
(962) Aslög es un asteroide perteneciente al cinturón de asteroides descubierto el 25 de octubre de 1921 por Karl Wilhelm Reinmuth desde el observatorio de Heidelberg-Königstuhl, Alemania.
Está nombrado por la legendaria reina vikinga Aslaug.
Aslög forma parte de la familia asteroidal de Coronis.